# Рудник Сонгванг
Рудник Сонгванг – колишній гірничодобувний майданчик на заході Австралії. Одна з копалень на золоторудному полі Лавлерс/Егню.
Родовище золота Сонгванг виявили у 2002-му та ввели в розробку вже у 2004 році. Роботи велись відкритим способом та тривали до 2007-го (хоча переробка вилучених з кар’єру запасів тривала і в 2008, і в 2009 роках). 
В 2011-му розпочали видобуток в кар’єрі Сонгванг-Норт. Цей проект також був короткотривалим та мав закінчитись вже у 2012-му.
Є відомості, що запаси Сонгванг складали біля 11 тонн золота.
Проектом опікувалась південноафриканська компанія Gold Fields Limited.